# Auerbach (Gemeinde Sankt Lorenzen am Wechsel)
Auerbach ist ein Ort und eine gleichnamige Katastralgemeinde in der Gemeinde Sankt Lorenzen am Wechsel im österreichischen Bundesland Steiermark und hat 123 Einwohner (Stand 1. Jänner 2024). Die Siedlung ist 2 Kilometer von St. Lorenzen entfernt und ist nach dem Auerbach benannt, der durch die Siedlung fließt. Die Siedlung liegt auf 800 Metern (Höhe) und am Römerweg.